# Looprek

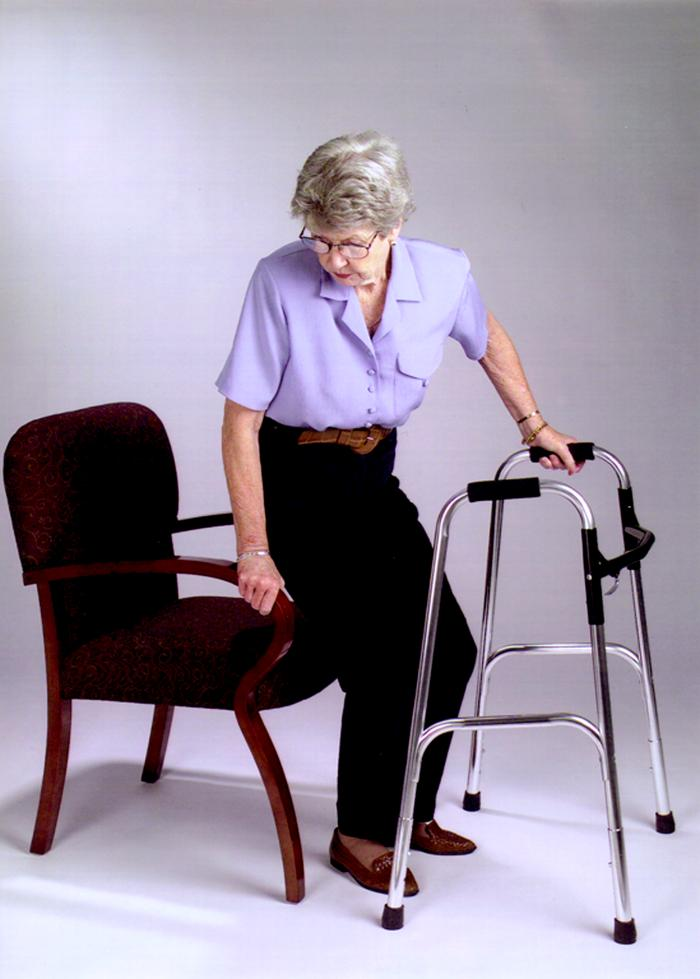
Een looprek in gebruik.

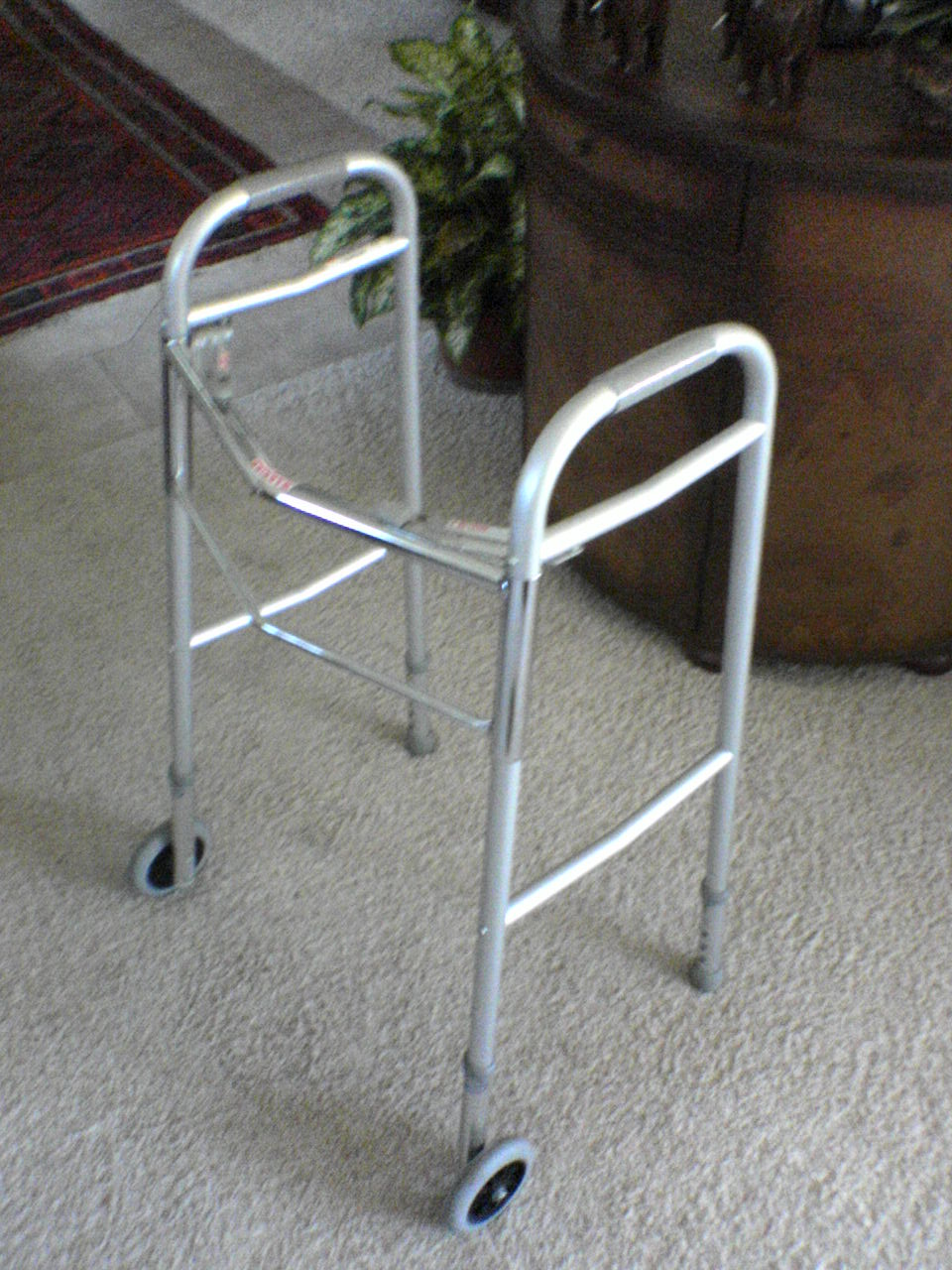
Een exemplaar met wieltjes.

Een looprek is een hulpmiddel om het lopen mee te vergemakkelijken, dat gebruikt wordt door bejaarden, revaliderenden en gehandicapten. Looprekken zijn in de afgelopen tijd steeds meer vervangen door rollators omdat deze makkelijker in het gebruik zijn. Echter blijft het looprek een functie houden, voornamelijk voor mensen die vanwege hun aandoening (bijvoorbeeld ziekte van Parkinson en multiple sclerose) de neiging hebben om hun loophulpmiddel te ver voor zich uit te duwen. De natuurlijke 'rem-functie' van het looprek is dan gewenst.
Er zijn modellen zowel met als zonder voorwielen. In tegenstelling tot een rollator moet het looprek nog steeds bij elke stap deels of geheel worden opgetild.